# 르네 콜리아르
르네 콜리아르(프랑스어: Renée Colliard, 1933년 12월 24일~2022년 12월 15일)는 스위스의 알파인 스키 선수로 1956년 동계 올림픽 여자 회전 종목에서 금메달을 획득했다.